# Liste des architectes en chef ottomans
Le titre et la fonction d’architecte en chef de la cour impériale ottomane a évolué de la deuxième moitié du XVe siècle au XVIIe siècle. À la suite de la conquête de Constantinople en 1453, le Corps des Architectes Impériaux (Hassa Mimarlari Ocaği) est établi. Portant souvent le titre Mimar ( turque : architecte) ou d’autres titres honorifiques, les architectes en chef (rais al mimarin) contribuèrent à développer et codifier le style Ottoman classique au service de leur souverain respectifs. Ils provenaient souvent du corps des Janissaires. Leurs contributions monumentales ont eu un impact majeur sur l’architecture mondiale et se retrouvent à l’heure actuelle, en particulier à Istanbul.

## Architecte en chef par ordre chronologique
- 1463 - 1471,  Atik Sinan , sous Mehmed II
- ? – 1501,  Mimar Murad Halife , sous Bayézid II
- 1501 – 1509,  Yakubshah b. Sultanshah , sous Bayézid II
  - 1500 – 1512,  Mimar Hayreddin , sous Bayézid II, un des fondateurs du style Ottoman classique
- 1509 - 1539,  Acem Esir Ali , sous Sélim Ier puis Soliman le Magnifique
- 1539 - 1588,  Mimar Sinan , sous Soliman le Magnifique et Sélim II
- 1588 - 1599,  Davud Ağa, sous Mourad III
- 1599 - 1606,  Dalgiç Ahmet Ağa , sous Mehmed III
- 1606 - 1617,  Mehmet Ağa, sous Ahmed Ier
- 1617 - 1622,  Hasan Ağa  (architecte), sous Moustafa Ier et Osman II
- 1622 – 1644,  Koca Kasım Ağa , sous Mourad IV
- 1644 - 1661,  Mustafa Ağa , sous Hatice Turhan
- Haci Ahmed Ağa , sous Moustafa III
- 1761 - 1784,  Mehmed Tahir Ağa , sous Moustafa III
- Hafız İbrahim Ağa
  - 1777 Krikor Amira Balyan
- Seyyid Abdulhalim Efendi